# Вуд Бафало
Регионална општина Вуд Бафало (енгл. Regional Municipality of Wood Buffalo) је општина са специјалним статусом у северном делу канадске провинције Алберта. 
Формирана је уједињењем града Форт Макмари и Округа број 143 1. априла 1995. Са површином од 63.637,47 км² највећа је општина на територији Алберте.
Према резултатима пописа из 2011. на територији целе општине живело је 65.565 становника што је за трећину више у односу на стање из 2006. када је регистровано 51.496 становника. У општини је регистровано и 34.490 житеља са привременим местом боравка, тако да је укупан број становника износио 101.238. Општина је позната по великом броју страних имиграната.
Највећи део популације живи у урбаној заједници Форт Макмари који је уједно и административни центар општине (62.600). 
Остала насеља сеоског типа у општини су Анзак, Форт Чипевјан, Форт Макеј, Грегоа Лејк Естејтс, Жанвије Саут и Сапре Крик.
Привреда целе општине почива на јакој нафтној индустрији (битуминозни шкриљци Атабаске), дрвној индустрији и туризму.

## Становништво
| 2011.  |
| ------ |
| 65.565 |